# Ideoblothrus woodi
Ideoblothrus woodi är en spindeldjursart som beskrevs av Harvey 1991. Ideoblothrus woodi ingår i släktet Ideoblothrus och familjen spinnklokrypare. Inga underarter finns listade i Catalogue of Life.